# Bothrocara soldatovi
Bothrocara soldatovi är en fiskart som först beskrevs av Schmidt, 1950.  Bothrocara soldatovi ingår i släktet Bothrocara och familjen tånglakefiskar. Inga underarter finns listade.